# Wanchy-Capval
Wanchy-Capval és un municipi francès situat al departament del Sena Marítim i a la regió de Normandia. L'any 2007 tenia 342 habitants.

## Demografia

### Població
El 2007 la població de fet de Wanchy-Capval era de 342 persones. Hi havia 128 famílies de les quals 20 eren unipersonals (8 homes vivint sols i 12 dones vivint soles), 52 parelles sense fills, 52 parelles amb fills i 4 famílies monoparentals amb fills.
La població ha evolucionat segons el següent gràfic:
Habitants censats

### Habitatges
El 2007 hi havia 172 habitatges, 129 eren l'habitatge principal de la família, 29 eren segones residències i 14 estaven desocupats. Tots els 172 habitatges eren cases. Dels 129 habitatges principals, 103 estaven ocupats pels seus propietaris i 26 estaven llogats i ocupats pels llogaters; 1 tenia una cambra, 2 en tenien dues, 17 en tenien tres, 53 en tenien quatre i 56 en tenien cinc o més. 80 habitatges disposaven pel capbaix d'una plaça de pàrquing. A 73 habitatges hi havia un automòbil i a 45 n'hi havia dos o més.

### Piràmide de població
La piràmide de població per edats i sexe el 2009 era:
| Homes | Edats   | Dones |
| ----- | ------- | ----- |
| 0     | 95 o +  | 0     |
| 0     | 90 a 94 | 0     |
| 0     | 85 a 89 | 8     |
| 0     | 80 a 84 | 0     |
| 8     | 75 a 79 | 4     |
| 16    | 70 a 74 | 8     |
| 8     | 65 a 69 | 12    |
| 4     | 60 a 64 | 16    |
| 12    | 55 a 59 | 8     |
| 8     | 50 a 54 | 8     |
| 12    | 45 a 49 | 12    |
| 8     | 40 a 44 | 8     |
| 8     | 35 a 39 | 0     |
| 8     | 30 a 34 | 12    |
| 16    | 25 a 29 | 12    |
| 20    | 20 a 24 | 16    |
| 4     | 15 a 19 | 4     |
| 8     | 10 a 14 | 16    |
| 8     | 5 a 9   | 4     |
| 8     | 0 a 4   | 16    |

## Economia
El 2007 la població en edat de treballar era de 210 persones, 153 eren actives i 57 eren inactives. De les 153 persones actives 136 estaven ocupades (79 homes i 57 dones) i 17 estaven aturades (7 homes i 10 dones). De les 57 persones inactives 21 estaven jubilades, 20 estaven estudiant i 16 estaven classificades com a «altres inactius».

### Ingressos
El 2009 a Wanchy-Capval hi havia 130 unitats fiscals que integraven 325 persones, la mediana anual d'ingressos fiscals per persona era de 12.829 €.

### Activitats econòmiques
Dels 8 establiments que hi havia el 2007, 1 era d'una empresa extractiva, 1 d'una empresa de fabricació d'altres productes industrials, 3 d'empreses de construcció, 1 d'una empresa de comerç i reparació d'automòbils i 2 d'empreses classificades com a «altres activitats de serveis».
Dels 4 establiments de servei als particulars que hi havia el 2009, 2 eren fusteries, 1 empresa de construcció i 1 perruqueria.
L'any 2000 a Wanchy-Capval hi havia 23 explotacions agrícoles que ocupaven un total de 1.764 hectàrees.

## Equipaments sanitaris i escolars
El 2009 hi havia una escola elemental integrada dins d'un grup escolar amb les comunes properes formant una escola dispersa.

## Poblacions més properes
El següent diagrama mostra les poblacions més properes.